# ژئوست

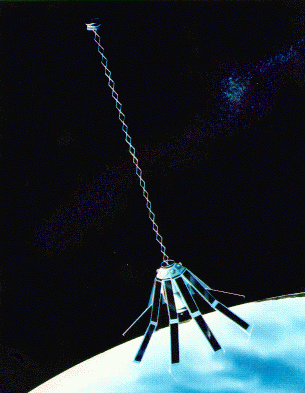
Geosat

ژئوست (به انگلیسی: GEOSAT) یک ماهواره دیدبانی زمین متعلق به نیروی دریایی ایالات متحده بود که در ۱۲ مارس ۱۹۸۵ به یک مدار به فاصله ۸۰۰ کیلومتر و زاویه میل ۱۰۸ درجه پرتاب شد و قادر بود ارتفاع سطح دریا تا آن ماهواره را با دقت نسبی حدود ۵ متر بسنجد.